# Associazione Calcio Milan 2025-2026
Questa voce raccoglie le informazioni riguardanti l'Associazione Calcio Milan nelle competizioni ufficiali della stagione sportiva 2025-2026.

## Stagione
Dopo la deludente stagione precedente, chiusa con l'ottavo posto in campionato e la conseguente mancata qualificazione alle coppe europee, il Milan riparte richiamando in panchina, a undici anni dalla fine della precedente esperienza rossonera, il tecnico livornese Massimiliano Allegri, reduce dal doppio ciclo in due periodi diversi sulla panchina della Juventus.

## Divise e sponsor
Lo sponsor tecnico per la stagione 2025-2026 è Puma, mentre lo sponsor ufficiale è Emirates Fly Better. Sulle maglie compaiono anche lo sleeve sponsor MSC Crociere ed il back sponsor Bitpanda.
| Casa | Trasferta | Terza divisa | 1ª div. portiere | 2ª div. portiere | 3ª div. portiere |

## Organigramma societario
Dal sito internet ufficiale della società.
Consiglio di amministrazione
- CdA: Paolo Scaroni, Giorgio Furlani, Stefano Cocirio, Gerry Cardinale, Randy Levine, Robert Klein, Gordon Singer, Mark Dowley, Riccardo Stefanelli, Alfredo Craca, David Castelblanco, Dominic Mitchell
- Collegio sindacale: Franco Carlo Papa (presidente), Luca Sala (sindaco supplente), Alessandro Ceriani (sindaco supplente), Cesare Ciccolini, Alberto Dello Strologo

Area direttiva
- Presidente: Paolo Scaroni
- Vice presidente onorario: Franco Baresi
- Amministratore delegato: Giorgio Furlani
- Assistente dell'amministrazione: Hendrik Almstadt
- Direttore sportivo: Igli Tare
- Direttore tecnico: Geoffrey Moncada

Area organizzativa
- Segretaria generale: Virna Bonfanti
- Direttrice legale: Francesca Muttini
- Direttrice delle risorse umane: Agata Frigerio
- Direttore stadio e responsabile accessibilità: Marco Lomazzi
- Direttore informatico: Maurizio Bonomi

Area comunicazione
- Responsabile: Pier Donato Vercellone
- Digital, media & The Studios director: Lamberto Siega

Area marketing
- Chief financial officer: Stefano Cocirio
- Chief business officer: Roberto Masi
- Chief revenue officer: Casper Stylsvig
- Head of football commercial operations: Lorenzo Libutti
- Direttore commerciale: Maikel Oettle
- Direttore finanziario e amministrativo: Aldo Savi
- Direttore marketing e CRM: Peter Morgan
- Direttore acquisti e amministrazione: Angela Zucca
- Retail, licensing & e-commerce director: Valerio Rocchetti
- Venue commercial director: Alessandro Zissis Bernacchi

Area tecnica
- Allenatore: Massimiliano Allegri
- Allenatore in seconda: Marco Landucci
- Collaboratore tecnico: Bernardo Corradi, Francesco Magnanelli, Aldo Dolcetti, Maurizio Trombetta
- Preparatori dei portieri: Claudio Filippi
- Match analyst: Igor Quaia, Giorgio Tenca, Francesco Calone
- Team manager: Alberto Marangon
- Preparatori atletici: Andrea Riboli

Area sanitaria
- Responsabile: Stefano Mazzoni
- Medico sociale: Dario Donato, Lucio Genesio
- Scienziato sport: Marco Luison

## Rosa
Rosa e numerazione aggiornate al 15 agosto 2025.
| N. |                        | Ruolo | Calciatore                  |
| -- | ---------------------- | ----- | --------------------------- |
| 1  | Italia (bandiera)      | P     | Pietro Terracciano          |
| 2  | Ecuador (bandiera)     | D     | Pervis Estupiñán            |
| 4  | Italia (bandiera)      | C     | Samuele Ricci               |
| 5  | Belgio (bandiera)      | D     | Koni De Winter              |
| 7  | Messico (bandiera)     | A     | Santiago Giménez            |
| 8  | Inghilterra (bandiera) | C     | Ruben Loftus-Cheek          |
| 10 | Portogallo (bandiera)  | A     | Rafael Leão (vice capitano) |
| 11 | Stati Uniti (bandiera) | C     | Christian Pulisic           |
| 14 | Croazia (bandiera)     | C     | Luka Modrić                 |
| 16 | Francia (bandiera)     | P     | Mike Maignan (capitano)     |
| 17 | Svizzera (bandiera)    | A     | Noah Okafor                 |
| 19 | Francia (bandiera)     | C     | Youssouf Fofana             |
| 20 | Spagna (bandiera)      | D     | Álex Jiménez                |

| N. |                        | Ruolo | Calciatore          |
| -- | ---------------------- | ----- | ------------------- |
| 21 | Nigeria (bandiera)     | A     | Samuel Chukwueze    |
| 23 | Inghilterra (bandiera) | D     | Fikayo Tomori       |
| 24 | Svizzera (bandiera)    | D     | Zachary Athekame    |
| 30 | Svizzera (bandiera)    | C     | Ardon Jashari       |
| 31 | Serbia (bandiera)      | D     | Strahinja Pavlović  |
| 33 | Italia (bandiera)      | D     | Davide Bartesaghi   |
| 46 | Italia (bandiera)      | D     | Matteo Gabbia       |
| 56 | Belgio (bandiera)      | C     | Alexis Saelemaekers |
| 80 | Stati Uniti (bandiera) | C     | Yunus Musah         |
| 96 | Italia (bandiera)      | P     | Lorenzo Torriani    |
|    | Francia (bandiera)     | C     | Yacine Adli         |
|    | Algeria (bandiera)     | C     | Ismaël Bennacer     |

## Calciomercato

### Sessione estiva(dall'1/7 al 1/9)
| Acquisti         | Acquisti            | Acquisti            | Acquisti                                                                        |
| R.               | Nome                | da                  | Modalità                                                                        |
| ---------------- | ------------------- | ------------------- | ------------------------------------------------------------------------------- |
| P                | Pietro Terracciano  | Fiorentina          | definitivo (0 €)                                                                |
| D                | Zachary Athekame    | Young Boys          | definitivo (10 milioni €)                                                       |
| D                | Koni De Winter      | Genoa               | definitivo (20 milioni € + 5 milioni € di bonus)                                |
| D                | Pervis Estupiñán    | Brighton            | definitivo (17 milioni € + 2 milioni € di bonus)                                |
| C                | Ardon Jashari       | Club Bruges         | definitivo (36 milioni € + 3 milioni € di bonus)                                |
| C                | Luka Modrić         |                     | svincolato                                                                      |
| C                | Samuele Ricci       | Torino              | definitivo (23 milioni € + 1,5 milioni € di bonus e 10% sulla futura rivendita) |
| C                | Alexis Saelemaekers | Roma                | fine prestito                                                                   |
| A                | Noah Okafor         | Napoli              | fine prestito                                                                   |
| Altre operazioni |                     |                     |                                                                                 |
| R.               | Nome                | da                  | Modalità                                                                        |
| P                | Devis Vásquez       | Empoli              | fine prestito                                                                   |
| D                | Davide Calabria     | Bologna             | fine prestito                                                                   |
| D                | Pierre Kalulu       | Juventus            | fine prestito                                                                   |
| D                | Marco Pellegrino    | Huracán             | fine prestito                                                                   |
| C                | Yacine Adli         | Fiorentina          | fine prestito                                                                   |
| C                | Ismaël Bennacer     | Olympique Marsiglia | fine prestito                                                                   |
| C                | Tommaso Pobega      | Bologna             | fine prestito                                                                   |
| C                | Kevin Zeroli        | Monza               | fine prestito                                                                   |
| A                | Lorenzo Colombo     | Empoli              | fine prestito                                                                   |
| A                | Marko Lazetić       | TSC Bačka Topola    | fine prestito                                                                   |
| A                | Álvaro Morata       | Galatasaray         | fine prestito                                                                   |

| Cessioni         | Cessioni            | Cessioni        | Cessioni |
| R.               | Nome                | a               | Modalità |
| ---------------- | ------------------- | --------------- | --- |
| P                | Marco Sportiello    | Atalanta        | definitivo (1 milione €) |
| D                | Alessandro Florenzi |                 | svincolato |
| D                | Theo Hernández      | Al-Hilal        | definitivo (25 milioni €) |
| D                | Emerson Royal       | Flamengo        | definitivo (9 milioni €) |
| D                | Filippo Terracciano | Cremonese       | prestito con obbligo di riscatto al verificarsi di determinate condizioni (500 mila € + 3.5 milioni € per il riscatto)                  |
| D                | Malick Thiaw        | Newcastle Utd   | definitivo (35 milioni € + 5 milioni € di bonus)                                                                                        |
| D                | Kyle Walker         | Manchester City | fine prestito |
| C                | Warren Bondo        | Cremonese       | prestito (500 mila €) |
| C                | Tijjani Reijnders   | Manchester City | definitivo (55 milioni € + 15 milioni € di bonus)                                                                                       |
| A                | Tammy Abraham       | Roma            | fine prestito |
| A                | João Félix          | Chelsea         | fine prestito |
| A                | Luka Jović          |                 | svincolato |
| A                | Riccardo Sottil     | Fiorentina      | fine prestito |
| Altre operazioni |                     |                 | |
| R.               | Nome                | a               | Modalità |
| P                | Devis Vásquez       |                 | risoluzione consensuale |
| D                | Davide Calabria     |                 | svincolato |
| D                | Pierre Kalulu       | Juventus        | diritto di riscatto esercitato (14,3 milioni €)                                                                                         |
| D                | Marco Pellegrino    | Boca Juniors    | definitivo (3,5 milioni €) |
| C                | Tommaso Pobega      | Bologna         | prestito con obbligo di riscatto al verificarsi di determinate condizioni (1 milione € + 7 milioni € per il riscatto)                   |
| C                | Kevin Zeroli        | Monza           | prestito |
| A                | Francesco Camarda   | Lecce           | prestito con diritto di riscatto e contro-riscatto                                                                                      |
| A                | Lorenzo Colombo     | Genoa           | prestito con diritto di riscatto, che diventa obbligo al verificarsi di determinate condizioni (10 milioni € per l'obbligo di riscatto) |
| A                | Marko Lazetić       | Aberdeen        | definitivo (0 € + percentuale sulla futura rivendita)                                                                                   |
| A                | Álvaro Morata       | Como            | prestito con obbligo di riscatto al verificarsi di determinate condizioni (0 € + 12 milioni € per il riscatto)                          |

### Sessione invernale
| Acquisti         | Acquisti         | Acquisti         | Acquisti         |
| R.               | Nome             | da               | Modalità         |
| Altre operazioni | Altre operazioni | Altre operazioni | Altre operazioni |
| R.               | Nome             | da               | Modalità         |
| ---------------- | ---------------- | ---------------- | ---------------- |

| Cessioni         | Cessioni         | Cessioni         | Cessioni         |
| R.               | Nome             | a                | Modalità         |
| Altre operazioni | Altre operazioni | Altre operazioni | Altre operazioni |
| R.               | Nome             | a                | Modalità         |
| ---------------- | ---------------- | ---------------- | ---------------- |

## Risultati

### Serie A

#### Girone di andata
| Milano 23 agosto 2025, ore 20:45 CEST 1ª giornata | Milan | – referto | Cremonese | Stadio Giuseppe Meazza |

| Lecce 29 agosto 2025, ore 20:45 CEST 2ª giornata | Lecce | – referto | Milan | Stadio Via del mare |

| Milano 14 settembre 2025, ore 20:45 CEST 3ª giornata | Milan | – referto | Bologna | Stadio Giuseppe Meazza |

| Udine 4ª giornata | Udinese | – referto | Milan | Bluenergy Stadium |

| Milano 5ª giornata | Milan | – referto | Napoli | Stadio Giuseppe Meazza |

| Torino 6ª giornata | Juventus | – referto | Milan | Allianz Stadium |

| Milano 7ª giornata | Milan | – referto | Fiorentina | Stadio Giuseppe Meazza |

| Milano 8ª giornata | Milan | – referto | Pisa | Stadio Giuseppe Meazza |

| Bergamo 9ª giornata | Atalanta | – referto | Milan | Gewiss Stadium |

| Milano 10ª giornata | Milan | – referto | Roma | Stadio Giuseppe Meazza |

| Parma 11ª giornata | Parma | – referto | Milan | Stadio Ennio Tardini |

| Milano 12ª giornata | Inter | – referto | Milan | Stadio Giuseppe Meazza |

| Milano 13ª giornata | Milan | – referto | Lazio | Stadio Giuseppe Meazza |

| Torino 14ª giornata | Torino | – referto | Milan | Stadio Olimpico Grande Torino |

| Milano 15ª giornata | Milan | – referto | Sassuolo | Stadio Giuseppe Meazza |

| Como 16ª giornata | Como | – referto | Milan | Stadio Giuseppe Sinigaglia |

| Milano 17ª giornata | Milan | – referto | Verona | Stadio Giuseppe Meazza |

| Cagliari 18ª giornata | Cagliari | – referto | Milan | Unipol Domus |

| Milano 19ª giornata | Milan | – referto | Genoa | Stadio Giuseppe Meazza |

#### Girone di ritorno
| Firenze 20ª giornata | Fiorentina | – referto | Milan | Stadio Artemio Franchi |

| Milano 21ª giornata | Milan | – referto | Lecce | Stadio Giuseppe Meazza |

| Roma 22ª giornata | Roma | – referto | Milan | Stadio Olimpico |

| Bologna 23ª giornata | Bologna | – referto | Milan | Stadio Renato Dall'Ara |

| Milano 24ª giornata | Milan | – referto | Como | da definire |

| Pisa 25ª giornata | Pisa | – referto | Milan | Stadio Arena Garibaldi-Romeo Anconetani |

| Milano 26ª giornata | Milan | – referto | Parma | Stadio Giuseppe Meazza |

| Cremona 27ª giornata | Cremonese | – referto | Milan | Stadio Giovanni Zini |

| Milano 28ª giornata | Milan | – referto | Inter | Stadio Giuseppe Meazza |

| Roma 29ª giornata | Lazio | – referto | Milan | Stadio Olimpico |

| Milano 30ª giornata | Milan | – referto | Torino | Stadio Giuseppe Meazza |

| Napoli 31ª giornata | Napoli | – referto | Milan | Stadio Diego Armando Maradona |

| Milano 32ª giornata | Milan | – referto | Udinese | Stadio Giuseppe Meazza |

| Verona 33ª giornata | Verona | – referto | Milan | Stadio Marcantonio Bentegodi |

| Milano 34ª giornata | Milan | – referto | Juventus | Stadio Giuseppe Meazza |

| Reggio Emilia 35ª giornata | Sassuolo | – referto | Milan | Mapei Stadium - Città del Tricolore |

| Milano 36ª giornata | Milan | – referto | Atalanta | Stadio Giuseppe Meazza |

| Genova 37ª giornata | Genoa | – referto | Milan | Stadio Luigi Ferraris |

| Milano 38ª giornata | Milan | – referto | Cagliari | Stadio Giuseppe Meazza |

### Coppa Italia

#### Turni eliminatori
| Arbitro: | Arena (Torre del Greco) |

|                      |           |  |
| Leão 14’ Pulisic 48’ | Marcatori |  |

| Milano 24 settembre 2025 Sedicesimi di finale | Milan | – | Lecce | Stadio Giuseppe Meazza |

### Supercoppa italiana
| 18-19 dicembre 2025 Semifinale | Napoli | – | Milan |  |

## Statistiche

### Statistiche di squadra
| Competizione        | Punti | In casa | In casa | In casa | In casa | In casa | In casa | In trasferta | In trasferta | In trasferta | In trasferta | In trasferta | In trasferta | In campo neutro | In campo neutro | In campo neutro | In campo neutro | In campo neutro | In campo neutro | Totale | Totale | Totale | Totale | Totale | Totale | DR |
| Competizione        | Punti | G       | V       | N       | P       | Gf      | Gs      | G            | V            | N            | P            | Gf           | Gs           | G               | V               | N               | P               | Gf              | Gs              | G      | V      | N      | P      | Gf     | Gs     | DR |
| ------------------- | ----- | ------- | ------- | ------- | ------- | ------- | ------- | ------------ | ------------ | ------------ | ------------ | ------------ | ------------ | --------------- | --------------- | --------------- | --------------- | --------------- | --------------- | ------ | ------ | ------ | ------ | ------ | ------ | -- |
| Serie A             | -     |         |         |         |         |         |         |              |              |              |              |              |              | -               | -               | -               | -               | -               | -               |        |        |        |        |        |        |    |
| Coppa Italia        | -     | 1       | 1       | 0       | 0       | 2       | 0       |              |              |              |              |              |              | -               | -               | -               | -               | -               | -               | 1      | 1      | 0      | 0      | 2      | 0      | +2 |
| Supercoppa italiana | -     |         |         |         |         |         |         |              |              |              |              |              |              | -               | -               | -               | -               | -               | -               |        |        |        |        |        |        |    |
| Totale              | -     | 1       | 1       | 0       | 0       | 2       | 0       |              |              |              |              |              |              | -               | -               | -               | -               | -               | -               | 1      | 1      | 0      | 0      | 2      | 0      | +2 |

### Andamento in campionato
| Giornata  | 1 | 2 | 3 | 4 | 5 | 6 | 7 | 8 | 9 | 10 | 11 | 12 | 13 | 14 | 15 | 16 | 17 | 18 | 19 | 20 | 21 | 22 | 23 | 24 | 25 | 26 | 27 | 28 | 29 | 30 | 31 | 32 | 33 | 34 | 35 | 36 | 37 | 38 |
| --------- | - | - | - | - | - | - | - | - | - | -- | -- | -- | -- | -- | -- | -- | -- | -- | -- | -- | -- | -- | -- | -- | -- | -- | -- | -- | -- | -- | -- | -- | -- | -- | -- | -- | -- | -- |
| Luogo     | C | T | C | T | C | T | C | C | T | C  | T  | T  | C  | T  | C  | T  | C  | T  | C  | T  | C  | T  | T  | ?  | T  | C  | T  | C  | T  | C  | T  | C  | T  | C  | T  | C  | T  | C  |
| Risultato |   |   |   |   |   |   |   |   |   |    |    |    |    |    |    |    |    |    |    |    |    |    |    |    |    |    |    |    |    |    |    |    |    |    |    |    |    |    |
| Posizione |   |   |   |   |   |   |   |   |   |    |    |    |    |    |    |    |    |    |    |    |    |    |    |    |    |    |    |    |    |    |    |    |    |    |    |    |    |    |

Legenda:

Luogo: C = Casa; T = Trasferta. Risultato: R = Rinviata; V = Vittoria; N = Pareggio; P = Sconfitta.

### Statistiche dei giocatori
| Giocatore       | Serie A  | Serie A | Serie A     | Serie A    | Coppa Italia | Coppa Italia | Coppa Italia | Coppa Italia | Supercoppa Italiana | Supercoppa Italiana | Supercoppa Italiana | Supercoppa Italiana | Totale   | Totale | Totale      | Totale     |
| Giocatore       | Presenze | Reti    | Ammonizioni | Espulsioni | Presenze     | Reti         | Ammonizioni  | Espulsioni   | Presenze            | Reti                | Ammonizioni         | Espulsioni          | Presenze | Reti   | Ammonizioni | Espulsioni |
| --------------- | -------- | ------- | ----------- | ---------- | ------------ | ------------ | ------------ | ------------ | ------------------- | ------------------- | ------------------- | ------------------- | -------- | ------ | ----------- | ---------- |
| A. Adli         | 0        | 0       | 0           | 0          | 0            | 0            | 0            | 0            | 0                   | 0                   | 0                   | 0                   | 0        | 0      | 0           | 0          |
| Z. Athekame     | 0        | 0       | 0           | 0          | 0            | 0            | 0            | 0            | 0                   | 0                   | 0                   | 0                   | 0        | 0      | 0           | 0          |
| D. Bartesaghi   | 0        | 0       | 0           | 0          | 0            | 0            | 0            | 0            | 0                   | 0                   | 0                   | 0                   | 0        | 0      | 0           | 0          |
| I. Bennacer     | 0        | 0       | 0           | 0          | 0            | 0            | 0            | 0            | 0                   | 0                   | 0                   | 0                   | 0        | 0      | 0           | 0          |
| S. Chukwueze    | 0        | 0       | 0           | 0          | 0            | 0            | 0            | 0            | 0                   | 0                   | 0                   | 0                   | 0        | 0      | 0           | 0          |
| K. De Winter    | 0        | 0       | 0           | 0          | 0            | 0            | 0            | 0            | 0                   | 0                   | 0                   | 0                   | 0        | 0      | 0           | 0          |
| P. Estupiñán    | 0        | 0       | 0           | 0          | 1            | 0            | 1            | 0            | 0                   | 0                   | 0                   | 0                   | 1        | 0      | 1           | 0          |
| Y. Fofana       | 0        | 0       | 0           | 0          | 1            | 0            | 0            | 0            | 0                   | 0                   | 0                   | 0                   | 1        | 0      | 0           | 0          |
| M. Gabbia       | 0        | 0       | 0           | 0          | 1            | 0            | 0            | 0            | 0                   | 0                   | 0                   | 0                   | 1        | 0      | 0           | 0          |
| S. Giménez      | 0        | 0       | 0           | 0          | 1            | 0            | 0            | 0            | 0                   | 0                   | 0                   | 0                   | 1        | 0      | 0           | 0          |
| A. Jashari      | 0        | 0       | 0           | 0          | 1            | 0            | 0            | 0            | 0                   | 0                   | 0                   | 0                   | 1        | 0      | 0           | 0          |
| A. Jiménez      | 0        | 0       | 0           | 0          | 0            | 0            | 0            | 0            | 0                   | 0                   | 0                   | 0                   | 0        | 0      | 0           | 0          |
| R. Leão         | 0        | 0       | 0           | 0          | 1            | 1            | 0            | 0            | 0                   | 0                   | 0                   | 0                   | 1        | 1      | 0           | 0          |
| R. Loftus-Cheek | 0        | 0       | 0           | 0          | 1            | 0            | 0            | 0            | 0                   | 0                   | 0                   | 0                   | 1        | 0      | 0           | 0          |
| M. Maignan      | 0        | 0       | 0           | 0          | 1            | 0            | 0            | 0            | 0                   | 0                   | 0                   | 0                   | 1        | 0      | 0           | 0          |
| L. Modrić       | 0        | 0       | 0           | 0          | 1            | 0            | 0            | 0            | 0                   | 0                   | 0                   | 0                   | 1        | 0      | 0           | 0          |
| Y. Musah        | 0        | 0       | 0           | 0          | 1            | 0            | 0            | 0            | 0                   | 0                   | 0                   | 0                   | 1        | 0      | 0           | 0          |
| N. Okafor       | 0        | 0       | 0           | 0          | 1            | 0            | 0            | 0            | 0                   | 0                   | 0                   | 0                   | 1        | 0      | 0           | 0          |
| S. Pavlović     | 0        | 0       | 0           | 0          | 1            | 0            | 0            | 0            | 0                   | 0                   | 0                   | 0                   | 1        | 0      | 0           | 0          |
| C. Pulisic      | 0        | 0       | 0           | 0          | 1            | 1            | 0            | 0            | 0                   | 0                   | 0                   | 0                   | 1        | 1      | 0           | 0          |
| A. Saelemaekers | 0        | 0       | 0           | 0          | 1            | 0            | 0            | 0            | 0                   | 0                   | 0                   | 0                   | 1        | 0      | 0           | 0          |
| S. Ricci        | 0        | 0       | 0           | 0          | 1            | 0            | 0            | 0            | 0                   | 0                   | 0                   | 0                   | 1        | 0      | 0           | 0          |
| P. Terracciano  | 0        | 0       | 0           | 0          | 0            | 0            | 0            | 0            | 0                   | 0                   | 0                   | 0                   | 0        | 0      | 0           | 0          |
| F. Tomori       | 0        | 0       | 0           | 0          | 1            | 0            | 0            | 0            | 0                   | 0                   | 0                   | 0                   | 1        | 0      | 0           | 0          |
| L. Torriani     | 0        | 0       | 0           | 0          | 0            | 0            | 0            | 0            | 0                   | 0                   | 0                   | 0                   | 0        | 0      | 0           | 0          |

## Giovanili

### Organigramma
- Responsabile tecnico: Vincenzo Vergine

Primavera
- Allenatore: Giovanni Renna

### Piazzamenti
- Primavera: 
  - Campionato: da disputare
  - Coppa Italia: da disputare
  - UEFA Youth League: da disputare
- Under-18:
  - Campionato: da disputare
- Under-17:
  - Campionato: da disputare
- Under-16:
  - Campionato: da disputare
- Under-15:
  - Campionato: da disputare